# Trận Chung Ly
Trận Chung Li (chữ Hán: 鍾離之戰, Chung Li chi chiến) còn gọi là chiến dịch Thiệu Dương (chữ Hán: 邵陽之役, Thiệu Dương chi dịch) diễn ra vào năm 507, vào thời Nam Bắc triều trong lịch sử Trung Quốc, giữa hai nước Nam Lương và Bắc Ngụy.
Thành Chung Li  là vị trí quân sự quan trọng cách không xa hạ du sông Hoài, do ở gần Kiến Khang, chẹn giữ nơi hiểm yếu của Hoài Nam, từ khi Nam Bắc phân liệt đã trở thành địa điểm chiến lược mà 2 bên nhất định phải giành lấy, nên đã nhiều lần phát sinh chiến sự, quá nửa những lần bắc triều tổ chức nam chinh đã lấy Chung Li làm mục tiêu hàng đầu. Trong thời gian Lương Vũ Đế tại vị, đã 3 lần nổ ra chiến tranh.
Hai nước Lương-Ngụy lấy cù lao Thiệu Dương (chữ Hán: 邵陽洲, Thiệu Dương Châu), một hòn đảo nhỏ ở giữa sông Hoài, ở khu vực lân cận thành Chung Li làm chiến trường chủ yếu. Thiệu Dương Châu là một vị trí chiến lược quan yếu, bên nào chiếm giữ được nơi này sẽ nắm quyền chủ động trong cả cuộc chiến.

## Bối cảnh
Lương Vũ Đế lên ngôi chưa được bao lâu, tình hình nhà Bắc Ngụy có nhiều biến động, không những chính trị hủ bại, mà còn nhiều năm liên tiếp phát động chiến sự đối với Nam triều, khiến cho nhân dân không chịu thuế má cùng lao dịch ngày càng nặng nề, nhiều nơi nổi lên chống lại. Lương Vũ Đế cho rằng đây là thời cơ tốt để bắc phạt, bèn mệnh cho em trai là Lâm Xuyên Vương Tiêu Hoành làm Đô đốc bắc thảo chư quân sự, tức Bắc phạt quân tổng chỉ huy, thượng thư hữu bộc xạ Liễu Đàm làm phó chỉ huy, tháng 10 năm 505 soái lĩnh đại quân đến đóng ở Lạc Khẩu.
Về phía Bắc Ngụy biết được tin này, liền phái Trung Sơn vương Nguyên Anh đốc quân nghênh chiến. Hai bên đều nói phao rằng có trăm vạn quân.
Chiến sự xuôi theo ven bờ Trường Giang triển khai, đông từ 2 châu Thanh, Từ , tây đến Hà Nam, nhưng chiến sự ở phía đông là kịch liệt nhất. Chiến sự ở mỗi phía 2 bên có được có thua. Vi Duệ nhà Lương khéo léo đổi dòng Phì Thủy, nước dâng cao lênh láng, rồi đưa thủy quân đánh phá Hợp Phì , Vi Duệ nhờ trận chiến này tiếng tăm vang dội, quân sĩ Bắc Ngụy khiếp sợ, gọi ông là "Vi Hổ"; về phía Bắc Ngụy, Dương Đại Nhãn ở chiến trường Hà Nam bẻ gãy quân nhà Lương, sau lại cùng với Hình Loan hợp binh ở Túc Dự , đánh bại rồi chém chết Lam Hoài Cung. Không lâu sau Bắc Ngụy trưng dụng hơn 10 vạn người ở 6 châu phía bắc, quân thế càng thêm lớn mạnh.
Mặt khác, quân chủ lực của nhà Lương do Tiêu Hoành soái lĩnh, bởi vì bản thân chủ soái hèn nhát sợ việc, sau khi đánh phá Lương Thành  thì đóng quân không tiến, mà bộ tướng Lã Tăng Trân lại hết sức ngăn cản đại quân tiến lên, trong lòng Tiêu Hoành nảy ra ý định lui binh. Nội bộ của quân nhà Lương nổ ra cuộc tranh chấp kịch liệt về vấn đề tiến binh hay không. Quân Bắc Ngụy biết đối phương không dám đánh, bèn đặt ra bài ca giễu cợt Tiêu, Lữ hai người rằng: "Không sợ nàng Tiêu, mụ Lữ. Chỉ sợ Hợp Phì có Vi Hổ." Sau đó Tiêu Hoành nhân đêm mưa gió mà bỏ trốn, sĩ khí quân đội nhà Lương như ngói nát băng tan, tan vỡ chạy trốn tử thương gần 5 vạn người. Việc này khiến cho cánh quân của Vi Duệ sắp lấy được Lạc Dương không thể không rút lui. Triều đình Bắc Ngụy cho rằng đội quân "110 năm nay chưa từng có"  của phương nam đã bắt đầu lộ ra biểu hiện thất bại.

## Diễn biến

### Binh đến dưới thành
Tháng 9 năm 506, Lương Vũ Đế lệnh cho thứ sử Từ Châu là Xương Nghĩa Chi đưa 3000 quân đến đóng ở thành Chung Li nhằm chuẩn bị chống lại cuộc phản công sắp tới của quân Ngụy.
Quân nhà Lương vì chủ soái bỏ trốn mà trận cước tự loạn, quân Bắc Ngụy xem đây là thời cơ tốt, cử đại quân tiến xuống phía nam. Sau khi chiếm được Mã Đầu , đại quân tiến đến Chung Li thành cùng quân của Dương Đại Nhãn hội họp, binh lực lên đến hơn 10 vạn. Trong khi đó thành Chung Li chỉ 3000 người trấn giữ, thực lực đôi bên thật là khác xa. Tháng 10 năm 506, Nguyên Anh và Tiêu Bảo Dần vây thành. Trận chiến Chung Li nổi tiếng trong lịch sử Trung Quốc đã khai màn.
Ban đầu Bắc Ngụy Tuyên Vũ Đế muốn mệnh cho Hình Loan tham gia việc đánh thành, nhưng Hình Loan cho rằng thành Chung Li xung quanh được sông Hoài che chở, là địa thế hiểm trở trời sinh, dễ thủ khó công, đại quân nên tấn công nơi khác, rồi tâu lên Tuyên Vũ Đế mà phản đối. Tuyên Vũ Đế bèn để Trấn đông tướng quân Tiêu Bảo Dần thay thế vị trí của Hình Loan, cùng Nguyên Anh hợp công Chung Li thành.
Chung Li thành ở bờ nam, quân Bắc Ngụy bị sông Hoài ngăn trở, tiến công bất lợi. Tháng 1 năm 507, ở trên cù lao Thiệu Dương giữa dòng sông Hoài, người Ngụy cho bắc những cây cầu dài vượt sông lên hai bờ nam bắc. Nguyên Anh đóng quân ở bờ nam, phụ trách công thành; Dương Đại Nhãn đóng quân ở bờ bắc, phụ trách vận chuyển lương thảo, Tiêu Bảo Dần thì chịu trách nhiệm bảo vệ cho những cây cầu được thông suốt và an toàn.
Quân Bắc Ngụy dùng xe chuyển đến một lượng lớn bùn đất, muốn san bằng những hào rãnh xung quanh thành Chung Li, rồi sử dụng xung xa húc vào tường thành, còn dùng phép xa luân chiến mà liên tục tấn công mãnh liệt, một ngày có hơn 10 đợt tấn công; nhưng lại gặp phải quân giữ thành chống trả rất ngoan cường, còn Xương Nghĩa Chi cũng kịp thời lấy bùn đất sửa chữa chỗ tường thành bị hư hại, khiến cho quân Ngụy tổn thương hơn vạn người nhưng vẫn không thể chiếm được thượng phong. Trận chiến dần dà đi đến chỗ giằng co.

### Lập trại một đêm
Tháng 11 năm 506, Lương Vũ Đế ban chiếu lệnh cho Hữu Vệ tướng quân Tào Cảnh Tông làm đô đốc chư quân sự, đưa 20 vạn quân đến cứu Chung Li, đóng ở cù lao Đạo Nhân (chữ Hán: 道人洲, Đạo Nhân Châu) , đợi các cánh quân khác tập kết thì mới đánh giặc.
Tháng 2 năm 507, Bắc Ngụy Tuyên Vũ Đế cho rằng đất ấy ẩm thấp, đánh lâu mỏi mệt, không nên tiếp tục, ban chiếu cho Nguyên Anh trở về. Nhưng Nguyên Anh thiết tha cầu thắng nên yêu cầu được có thêm thời gian, cho rằng trận chiến này nhất định sẽ thắng lợi. Tuyên Vũ Đế bèn sai Bộ binh hiệu úy Phạm Thiệu đến doanh trại của Nguyên Anh, cùng thương lượng việc đánh thành.
Mặt khác, Vi Duệ đang đóng quân ở Hợp Phì được tin, lập tức hỏa tốc phát binh, vượt qua một cái chằm lớn ở tây nam thành Chung Li là chằm Âm Lăng (chữ Hán: 阴陵大泽, Âm Lăng đại trạch) đến hội quân với Tào Cảnh Tông ở Đạo Nhân Châu. Tào, Vi nhân đêm tối, tiến quân thần tốc như sấm nổ không kịp bưng tai, thẳng đến Thiệu Dương Châu. Quân nhà Lương dùng kế của thái thú quận Lương là Phùng Đạo Căn, chỉ trong thời gian một đêm, đã dựng nên một tòa doanh lũy chỉ cách doanh trại của quân Nguy hơn 100 bộ (khoảng 200 m). Khi trời sáng, Nguyên Anh trông thấy hết sức kinh hãi, nện cây quyền trượng của mình lên mặt đất mà than rằng: "Vi Hổ thật là bậc thiên thần!", sĩ khí của quân Ngụy suy giảm rất nhiều.
Đồng thời, Tào Cảnh Tông phái người ngầm vượt sông Hoài, báo cho quân giữ thành Chung Li biết rằng viện binh đã đến. Mọi người trong thành biết tin vô cùng mừng rỡ, sĩ khí tăng mạnh.
Dương Đại Nhãn đưa hơn 2 vạn kỵ binh ra đánh, thế công rất mạnh. Vi Duệ kết xe làm trận, Dương Đại Nhãn họp kỵ binh bao vây, Vi Duệ cho 2000 nỏ mạnh đồng thời bắn ra, Ngụy quân tử thương rất nhiều, Dương Đại Nhãn cũng bị trúng tên vào cánh tay phải, buộc phải lui chạy. Sau đó, Nguyên Anh đưa đại quân ra đánh, một ngày đánh nhau mất lần, đến đêm lại đánh úp, đều bị Vi Duệ chỉ huy khéo léo, dần dần đẩy lui được.

### Thành Triệu Thảo
Trong thời gian cuộc chiến diễn ra, mỗi khi quân nhà Lương phái người đến bờ bắc cắt cỏ cho ngựa đều bị Dương Đại Nhãn phái binh đến bắt. Tào Cảnh Tông đưa hơn 1000 người đến bờ bắc xây thành đắp lũy, cùng quân Ngụy chống cự, phái bộ tướng Triệu Thảo đến giữ ở đó, nên mới gọi là Triệu Thảo thành. Tòa thành này đảm bảo nguồn cỏ cho ngựa của quân nhà Lương, gián tiếp ngăn trở con đường vận lương của quân Ngụy.

### Thủy hỏa giáp công
Lương Vũ Đế lệnh cho Tào Cảnh Tông sắp sẵn "cao hạm", là những chiếc thuyền lớn có sàn cao bằng cầu của quân Ngụy, chuẩn bị phát động kế hỏa công. Tháng 3 năm 507, sông Hoài nổi sóng cao đến 7 thước, quân nhà Lương thừa cơ phát động tấn công. Tào Cảnh Tông đánh cầu phía bắc Thiệu Dương Châu, Vi Duệ đánh cầu phía nam.
Vi Duệ sai thái thú quận Lương là Phùng Đạo Căn, thái thú Lư Giang là Bùi Thúy, thái thú quận Tần là Lý Văn Chiêu đưa thủy quân đi đánh, còn tự mình dùng thuyền nhỏ chở đầy cỏ khô đã rưới dầu đến đốt cầu.
Quân nhà Lương hăng hái xung sát, quân Ngụy đến đây thì tan vỡ thất bại, tranh nhau nhảy xuống nước, phần chết đuối phần bị chém chết, đến hơn 10 vạn. Nguyên Anh, Tiêu Bảo Dần may mắn thoát thân, hai cánh quân của thống quân Lưu Thần Phù, Công Tôn Chỉ trong đêm giành cầu chạy trốn, Dương Đại Nhãn không sao ngăn được, đành đốt bỏ doanh trại mà đi.
Xương Nghĩa Chi cũng soái quân ra khỏi thành Chung Li, truy kích quân Ngụy thua chạy, bắt sống 5 vạn người. Xác quân Ngụy đầy đồng, trải dài hơn trăm dặm. Nguyên Anh một ngựa trốn về Lương Thành.

## Kết quả
Quân nhà Lương giành được toàn thắng, quân Ngụy gần như chết sạch, chỉ còn Nguyên Anh, Dương Đại Nhãn và Tiêu Bảo Dần may mắn thoát được.
Sau khi 3 người về nước, quan viên hữu quan kiến nghị xử cực hình, nhưng Tuyên Vũ Đế tha tội chết cho họ. Tháng 8 năm 507, Nguyên Anh, Tiêu Bảo Dần bị biếm làm thứ dân, Dương Đại Nhãn bị đày đi làm lính ở Doanh Châu. Không bao lâu sau, Tuyên Vũ Đế vì phải đối phó với bạo loạn trong nước cũng như hành động quân sự của nam triều, lần lượt khôi phục quan tước của 3 người.

## Ảnh hưởng
Trận Chung Li là thất bại quân sự lớn nhất của Bắc Ngụy đối với nam triều, để lại ảnh hưởng rất sâu xa, quốc lực của Bắc Ngụy bị tổn hại nghiêm trọng. Sau trận thua này, tình hình trong nước càng thêm rối ren, cục diện chính trị càng thêm hủ bại, Bắc Ngụy bắt đầu quá trình đi xuống, cuối cùng rơi vào cảnh bị phân liệt.
Sau nhiều năm dụng binh, quốc lực của nhà Lương đã yếu đi rất nhiều. Trận Chung Li đã giúp nhà Lương thoát khỏi nguy cơ mất nước, nhưng từ đây, trong suy nghĩ của Lương Vũ Đế không còn khái niệm bắc phạt nữa.